# Cabardès
El Cabardès (en occità Cabardés) és un Parçan o comarca d'Occitània situat al Llenguadoc. S'estén des dels vessants de la Muntanya Negra al nord de Carcassona, fins al punt culminant d'aquesta serra, el Pic de Nore, contrafort del Massís Central.
La seva vila principal és Concas.
Segons la proposta de divisió territorial d'Occitània del diari Jornalet, basada en l'obra de Frederic Zégierman Le Guide des pays de France, el Cabardès estaria ubicat a la regió del Llenguadoc, subregió del Baix Llenguadoc.
Oficialment, els municipis del Cabardès estan situats al departament francès de l'Aude.

## Geografia
El país del Cabardès es troba al nord de Carcassona i a l'oest del país del Menerbès al nord-est del Lauraguès i al sud-oest del Massís Central. Creuat pels rius de la Dure, de l'Orbiel i de la Clamoux, és constituït per planes i dels turons de la part sud amb un domini de terres vinícoles, de parts i de camps. Al nord, els terrenys són més abruptes amb el principi de la Muntanya Negra. La garriga domina aquesta part de la regió.

## Història
El Cabardès era un feu del senyor de Cabaret que va donar el seu nom a la castellania del Cabardès que fou sempre un territori, un país.

## Economia
L'economia principal és la producció vinícola amb una DO des de 1998. Abans s'havia dedicat a la cria d'ovelles a través de la garriga, cosa que va afavorir la indústria tèxtil. Els rius reguen nombroses zones d'horta.

## Patrimoni
El país del Cabadrès té un patrimoni important:
- El Castell de Lastours al poble de Lastours.
- El poble d'Aragon
- El poble del llibre, Montolieu
- El castell de Saissac a Saissac
- La rigole de Pierre-Paul Riquet i la presa d'Alzeau que alimenta el canal du Midi, Patrimoni de la Humanitat de la UNESCO.
- Les glaceres de Pradelle-Cabardès

El Cabardès compta també amb els següents llocs naturals:
- La cascada de Cubserviès, una de les més altes d'Europa amb 90 metres.
- La grotte de Limousis
- El gouffre de Cabrespine
- El pic de Nore
- El molí paperer de Brousses-et-Villaret a Brousses

## Personalitats lligades al Cabardès
- Pierre-Paul Riquet :creador del Canal du Midi.
- Patrick Süskind: escripor, autor de la novel·la El Perfum.
- Jean-Claude Pirotte: escriptor, poeta, pintor i president de l'associació "Lire en Cabardès".
- Kevin Ayers: cantant, guitarrista i cofundador del grup "Soft Machine".